# Фудзимото, Юко
Юко Фудзимото (-Утида) (яп. 藤本佑子, англ. Yuko Fujimoto; р. 14 января 1943, Куре, префектура Хиросима, Япония) — японская волейболистка, нападающая. Чемпионка летних Олимпийских игр 1964 года.

## Биография
Волейболом Юко Фудзимото начала заниматься в средней школе своего родного города Куре. Впоследствии играла за команду высшей женской школы «Судзуми» в городе Хиросима, откуда получила приглашение в базовую команду сборной Японии «Нитибо», в составе которой дважды становилась чемпионкой Японии.
В 1964 Фудзимото приняла участие в дебютном для волейбола олимпийском турнире в Токио, где со сборной Японии стала обладателем высших наград. В конце того же года завершила игровую карьеру, как и большинство волейболисток сборной страны.

### Клубная карьера
- …—1963 —  «Судзуми Хай Скул» (Хиросима);
- 1963—1967 —  «Нитибо» (Кайдзука).

## Достижения

### Клубные
- двукратная чемпионка Японии — 1963, 1964.

### Со сборной Японии
- Олимпийская чемпионка 1964.